# 笹岡樹里
笹岡 樹里（ささおか じゅり、1984年3月26日 - ）は、ニチエンプロダクション所属のフリーアナウンサー。

## 人物
高知県高知市出身。血液型はB型。成城大学法学部法律学科卒業。
大学3年時から、シェリロゼのアナウンサー講座を受講（現在は開講されていない）。受講中に日本テレビのイベントコンパニオンに選ばれたことがある。2006年4月1日、JRT四国放送にアナウンサーとして入社。同期のひとりには分林里佳がいる。
2009年3月にJRTを退社、キャスト・プラス（旧社名：クリエイティブ・メディア・エージェンシー）に所属し、同年4月から2013年9月までの4年半のあいだ、TBSニュースバードのキャスターを務めた。この間、2010年4月には分林がニュースバードのキャスターになり、再度同僚となる。
2013年10月からは、分林とともに日経CNBCに移り、キャスターを務めるが、2014年10月降板。
2016年に入り、ニチエンプロダクションに移籍。

## フリー転向後の担当番組
- TBSニュースバードキャスター （2009年4月 - 2013年9月）
- 日経CNBCキャスター（2013年10月 - 2014年10月）
- 小島慶子 キラ☆キラ[3]（TBSラジオ／2011年1月24日 小島慶子の体調不良による代理出演）
- J-WAVE LIFE INFORMATION（J-WAVE／2016年12月 - ）

## 四国放送時代の担当番組
- フォーカス徳島